# Jürgen Kandlbauer
Jürgen Kandlbauer (1979) è un ex sciatore alpino austriaco.

## Biografia
In Coppa Europa Kandlbauer esordì il 21 gennaio 1996 ad Altenmarkt-Zauchensee in discesa libera (73º), ottenne il miglior piazzamento il 31 gennaio 2003 nelle medesime località e specialità (12º) e prese per l'ultima volta il via il 12 marzo successivo a Piancavallo in supergigante, senza completare la prova. Si ritirò al termine di quella stessa stagione 2002-2003 e la sua ultima gara fu il supergigante dei Campionati austriaci juniores 2003, disputato il 30 marzo a Innerkrems e chiuso da Kandlbauer al 10º posto; non debuttò in Coppa del Mondo né prese parte a rassegne olimpiche o iridate.

## Palmarès

### Coppa Europa
- Miglior piazzamento in classifica generale: 152º nel 2003

### Nor-Am Cup
- Miglior piazzamento in classifica generale: 20º nel 2002
- 2 podi:
  - 2 terzi posti